# Cemitério Britânico da Madeira
Desenho do Cemitério Britânico, em 1866
O Cemitério Britânico da Madeira, também conhecido por Cemitério Inglês, é o cemitério da comunidade inglesa radicada na ilha da Madeira, em funcionamento desde 2 de setembro de 1777.

## Sepultados notáveis
- Paul Langerhans, descobridor
- Capitão Cecil Buckley
- George Oruigbiji Pepple
- William Reid, fundador do Reid's Palace Hotel
- Sara Forbes Bonetta